# Téano (hija de Ciseo)

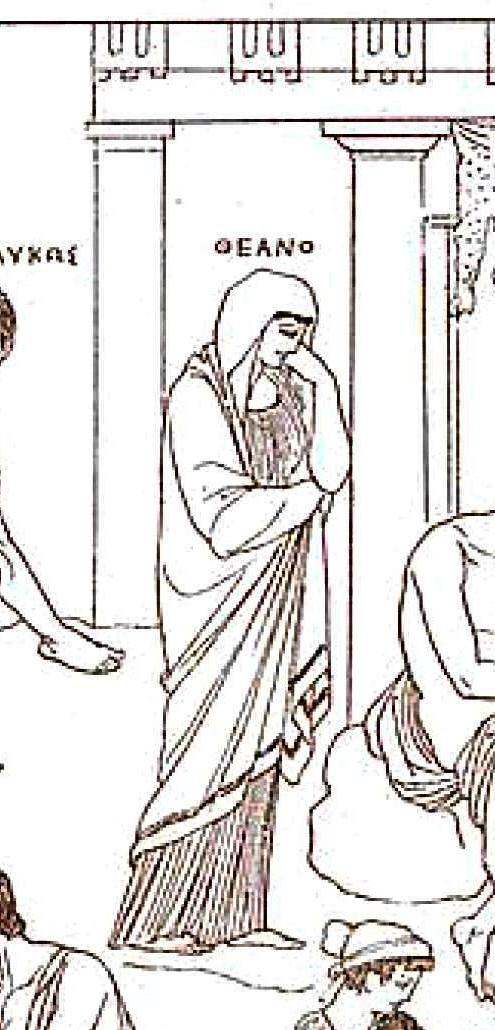
Téano representada en la reconstrucción de Carl Robert del fresco de Polignoto que representaba la Iliupersis

En la mitología griega, Téano (en griego antiguo, Θεανώ - Teano) era una sacerdotisa de Atenea en Troya.
Téano era hija del rey  de Tracia, Ciseo, y de Telecleia. Esposa de Antenor, y madre de muchos hijos y de una hija: Crino. Antenor y Téano abogaron por la paz y aconsejaron devolver Helena a los griegos. Debido a su apoyo (algunos dicen traición), los griegos perdonaron a su familia cuando saquearon la ciudad.
Una historia coloca a Téano y Antenor navegando con Eneas a Italia, donde fundan la ciudad de Padua. En otra, es ella quien toma el Paladio, una imagen de Atenea que había caído del cielo y proporcionaba protección a Troya. En el Libro VI de la Ilíada, junto con Hécuba y las mujeres troyanas, Téano ofreció un regalo y una súplica a Atenea por la vida de la ciudad, pero estos fueron rechazados.